# Michał Szembek

Familienwappen – Bischofswappen Szembek

Michael Szembek (* 1650 in Morawica, Polen; † Juni 1726 in Krakau) war Abt in Mogiła und Weihbischof in Krakau von 1706 bis 1726.

## Leben
Der Sohn des Kastellans von Krakau und Starost von Biecz, Franciszek Szembek († 1693) und Zofia Pieniążek († 1671) studierte an der Universität in Krakau, wo er auch promovierte. Am 13. September 1706 wurde er zum Weihbischof in Krakau und zum Titularbischof von Paphus ernannt. Er berief 1714 die Sisters of Charity nach Krakau zur Betreuung verlassener Kinder der Stadt. Er gründete ein Kranken- und ein Waisenhaus in Krakau. Auch war er Mitbegründer der Missionaren-Kirche in Stradom.
Seine Brüder waren Stanisław Szembek (1650–1721), Kardinal und als Erzbischof von Gniezno Primas von Polen-Litauen, und Christoph Anton Szembek (1667–1748), Bischof von Lemberg, Posen, Gnesen und damit ebenfalls Primas von Polen. Seine Halbbrüder waren Ludwig Szembek, Kanoniker in Krakau, und Christoph Andreas Johann Szembek (1680–1740), Bischof von Chełm, Przemyśl und Ermland.
Beigesetzt wurde Michael Szembek in der Krypta Reformatów (Franziskanerkloster) in Krakau, seine mumifizierten Überreste sind inzwischen restauriert und werden ausgestellt.